# Presidente di Ways and Means
Il presidente di Ways and Means è uno dei tre vicari dello speaker della Camera dei comuni.
Il suo compito, oltre a sostituire lo speaker in caso di assenza, consiste nel presiedere alla seduta sul bilancio dello Stato e alla discussione sul budget del cancelliere.

## Storia
Dopo la Restaurazione, i Comuni decisero che, mentre discutevano le questioni finanziarie poste dal re, lo speaker, che era visto come una "spia", non era adatto a presiedere. Già a partire dal 1641, l'assemblea, definita Commissione di Ways and Means (da cui il nome), fu quindi presieduta dal presidente di Ways and Means, che dall'inizio del XIX secolo fu retribuito. Esercitò tale potere sino al 1967, anno in cui la commissione venne abolita e le sue funzioni assorbite dal cancelliere dello Scacchiere, carica analoga al ministro delle finanze. Il presidente mantenne comunque la sovrintendenza delle proposte di legge in materia fiscale.
Prima della guerra civile inglese, in caso di assenza dello speaker un parlamentare, spesso un consigliere privato, lo sostituiva in maniera ufficiosa. Per gestire in maniera ufficiale le sostituzioni dello speaker, la figura di presidente di Ways and Means fu considerata la più appropriata al compito, in quanto già retribuito e familiare con le procedure della Camera. Iniziò a sostituire lo speaker durante le sedute della Camera a partire dal 1853 e il vicariato fu ufficializzato con il Deputy Speakers Act 1855.

## Funzioni
Come già detto, il presidente di Ways and Means sostituisce lo speaker in caso di assenza. Per provvedere all'assenza del presidente, nel 1902 fu istituito l'ufficio di primo vicepresidente di Ways and Means, che durante la sostituzione dello speaker ne esercita tutti i poteri, mentre in caso di sostituzione del presidente in una mansione a lui riservata, assume i poteri dello stesso. Per lo stesso fine fu eletto nel 1971 il secondo vicepresidente di Ways and Means, che ha funzioni identiche al precedente e ne è vicario.
Tradizionalmente, è compito del presidente di Ways and Means presiedere al dibattito sul budget del Cancelliere, questo perché la figura del presidente è da sempre legata alle questioni finanziarie. Non essendo però ufficiale, lo speaker può coordinare la discussione, come successe, ad esempio, nel 1968 e nel 1989.
Il presidente di Ways and Means è il presidente della commissione dell'intera camera, che serve ad analizzare proposte di legge in materia finanziaria: in questo caso, il presidente siede al posto del segretario della Camera. È inoltre presidente del Comitato delle presidenze, che comprende i presidenti delle varie commissioni interne alla Camera.

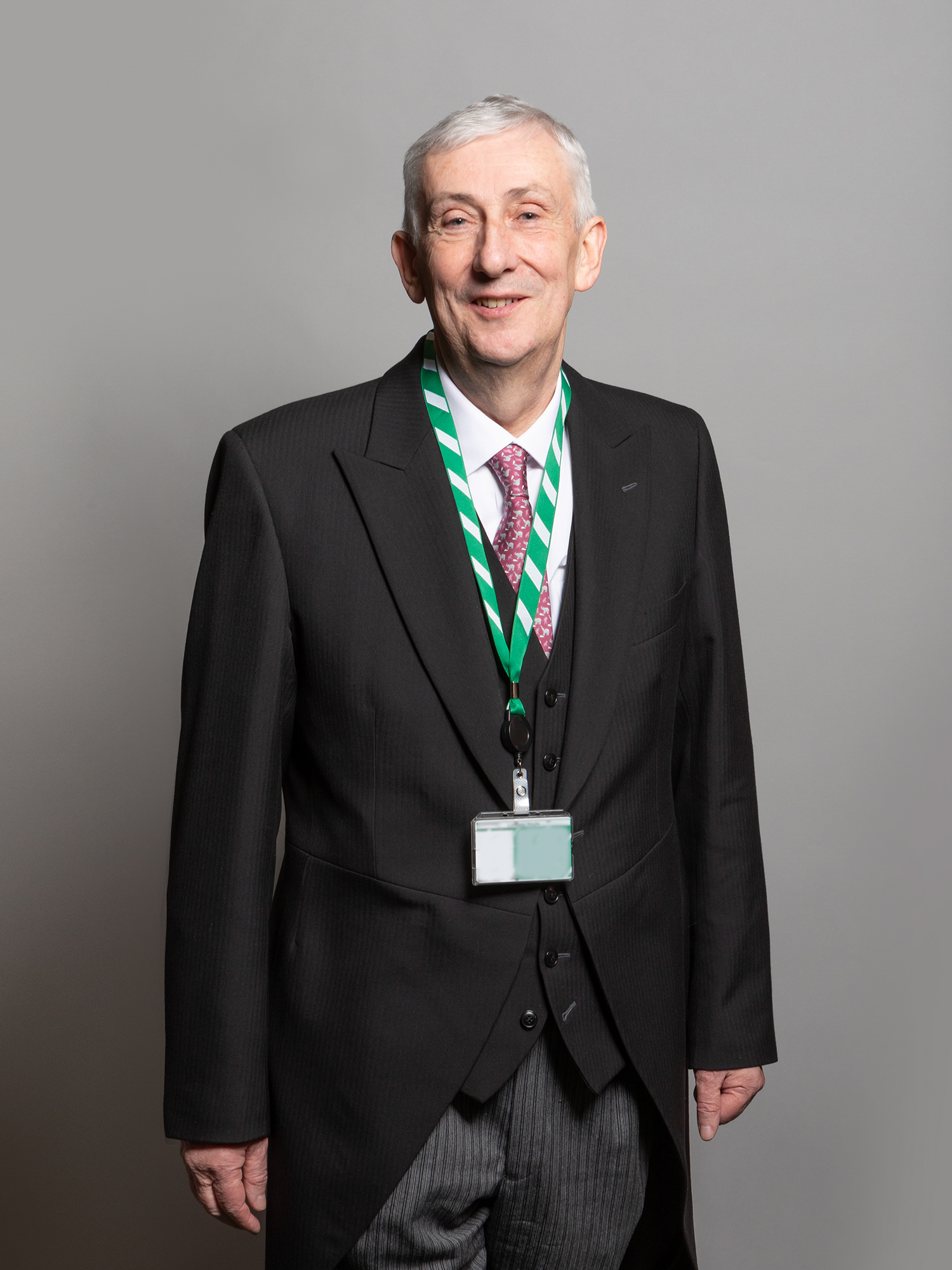
Lo speaker Sir Lindsay Hoyle, allora presidente di Ways and Means, in abito ufficiale.

Così come lo speaker, i tre vicari restano imparziali durante le sedute, ma a differenza del primo rimangono nel loro partito politico, che sostengono durante le elezioni. Recentemente, si è fissata la convenzione che il presidente e il secondo vicepresidente sono eletti dal lato opposto della Camera rispetto allo speaker, mentre il primo vicepresidente è eletto dallo stesso partito. Ciò significa che, in caso di parità di una votazione, i quattro riescono a mantenere lo status quo votando ciascuno per il proprio partito.

## Trattamento
Per riferirsi al presidente di Ways and Means e ai suoi vicari, mentre presiedono, si usano le formule "Mr Deputy Speaker" per gli uomini, "Madam Deputy Speaker" per le donne. Quest'ultimo trattamento non è sempre stato in uso: negli anni '70, per esempio, Betty Harvie Anderson, secondo vicepresidente, era chiamata "Mr Deputy Speaker".

## Abito ufficiale
Il vestito ufficiale degli uomini che ricoprono la carica di vice speaker è un tight consistente nella classica giacca, nel passato anche un frock coat nero, con panciotto nero e pantaloni grigi rigati di nero. Le donne sono semplicemente tenute a rispettare il codice di abbigliamento della Camera.

## Cronotassi

### Presidenti diWays and Means
Il seguente elenco comprende nomi, ritratti (se presenti e disponibili), mandati e partiti politici del presidente di Ways and Means e del suo speaker (il partito dello speaker è quello di cui ha fatto parte prima di assumere l'ufficio), a partire dal 1826, anno dell'elezione del primo presidente di cui si ricordi il nome, fino ad oggi.
| Nome | Nome                                                  | Nome                                    | Mandato       | Partito      | Speaker | Speaker                                |
| ---- | ----------------------------------------------------- | --------------------------------------- | ------------- | ------------ | ------- | -------------------------------------- |
|      |                                                       | Sir Alexander Grant (1782-1854)         | 1826-1831     | Conservatore |         | Sir Charles Manners-Sutton (1817-1835) |
|      |                                                       | Ralph Bernal (1783/84-1854)             | 1831-1841     | Whig         |         | Sir Charles Manners-Sutton (1817-1835) |
|      | James Abercromby (1835-1839)                          | Ralph Bernal (1783/84-1854)             | 1831-1841     | Whig         |         |                                        |
|      | Charles Shaw-Lefevre, I visconte Eversley (1839-1857) | Ralph Bernal (1783/84-1854)             | 1831-1841     | Whig         |         |                                        |
|      |                                                       | Thomas Greene (1794-1872)               | 1841-1847     | Peeliti      |         |                                        |
|      |                                                       | Ralph Bernal (1783/84-1854)             | 1847-1852     | Whig         |         |                                        |
|      |                                                       | John Wilson-Patten (1802-1892)          | 1852-1853     | Conservatore |         |                                        |
|      |                                                       | Edward Pleydell-Bouverie (1818-1889)    | 1853-1855     | Liberale     |         |                                        |
|      |                                                       | Henry FitzRoy (1807-1859)               | 1855-1859     | Conservatore |         |                                        |
|      | John Evelyn Denison (1857-1872)                       | Henry FitzRoy (1807-1859)               | 1855-1859     | Conservatore |         |                                        |
|      |                                                       | William Nathaniel Massey (1809-1881)    | 1859-1864     | Liberale     |         |                                        |
|      |                                                       | John George Dodson (1825-1897)          | 1865-1872     | Liberale     |         |                                        |
|      |                                                       | John Bonham-Carter (1817–1884)          | 1872-1874     | Liberale     |         | Sir Henry Brand (1872–1884)            |
|      |                                                       | Henry Cecil Rakes (1838-1891)           | 1874-1880     | Conservatore |         | Sir Henry Brand (1872–1884)            |
|      |                                                       | Lyon Plaifair (1818–1898)               | 1880-1883     | Liberale     |         | Sir Henry Brand (1872–1884)            |
|      |                                                       | Arthur Otway (1818–1898)                | 1883-1885     | Liberale     |         | Sir Henry Brand (1872–1884)            |
|      | Arthur Peel (1884–1895)                               | Arthur Otway (1818–1898)                | 1883-1885     | Liberale     |         |                                        |
|      |                                                       | Leonard Courtney (1832–1918)            | 1886-1893     | Liberale     |         |                                        |
|      |                                                       | John William Mellor (1835–1911)         | 1893-1895     | Liberale     |         |                                        |
|      |                                                       | James Lowther (1855-1949)               | 1895-1905     | Conservatore |         | William Court Gully (1895-1905)        |
|      |                                                       | John Lawson (1856-1919)                 | 1905-1906     | Conservatore |         | James Lowther (1905-1921)              |
|      |                                                       | Alfred Emmott (1835–1926)               | 1906-1911     | Liberale     |         | James Lowther (1905-1921)              |
|      |                                                       | John Henry Whitley (1866–1935)          | 1911-1921     | Liberale     |         | James Lowther (1905-1921)              |
|      |                                                       | James Hope (1870-1949)                  | 1921-1924     | Conservatore |         | John Henry Whitley (1921-1928)         |
|      |                                                       | Sir Robert Young (1872-1957)            | 1924-1924     | Laburista    |         | John Henry Whitley (1921-1928)         |
|      |                                                       | James Hope (1870-1949)                  | 1924-1929     | Conservatore |         | John Henry Whitley (1921-1928)         |
|      | Edward FitzRoy (1928-1943†)                           | James Hope (1870-1949)                  | 1924-1929     | Conservatore |         |                                        |
|      |                                                       | Sir Robert Young (1872-1957)            | 1929-1931     | Laburista    |         |                                        |
|      |                                                       | Dennis Herbert (1869-1947)              | 1931-1943     | Conservatore |         |                                        |
|      |                                                       | Douglas Clifton Brown (1879-1958)       | 1943          | Conservatore |         |                                        |
|      |                                                       | James Milner (1889-1967)                | 1943-1951     | Laburista    |         | Douglas Clifton Brown (1943-1951)      |
|      |                                                       | Sir Charles MacAndrew (1888-1979)       | 1951-1959     | Unionista    |         | William Morrison (1951-1959)           |
|      |                                                       | Sir Gordon Touche (1895-1972)           | 1959-1962     | Conservatore |         | Sir Harry Hilton-Foster (1959-1965†)   |
|      |                                                       | Sir William Anstruther-Gray (1905-1985) | 1962-1964     | Unionista    |         | Sir Harry Hilton-Foster (1959-1965†)   |
|      |                                                       | Horace King (1901-1986)                 | 1964-1965     | Laburista    |         | Sir Harry Hilton-Foster (1959-1965†)   |
|      |                                                       | Sir Samuel Storey (1896-1978)           | 1965-1966     | Conservatore |         | Horace King (1965-1971)                |
|      |                                                       | Sir Eric Fletcher (1903-1990)           | 1966-1968     | Laburista    |         | Horace King (1965-1971)                |
|      |                                                       | Sydney Irving (1918-1989)               | 1968-1970     | Laburista    |         | Horace King (1965-1971)                |
|      |                                                       | Sir Robert Grant-Ferris (1907-1997)     | 1970-1974     | Conservatore |         | Horace King (1965-1971)                |
|      | Selwyn Lloyd (1971-1976)                              | Sir Robert Grant-Ferris (1907-1997)     | 1970-1974     | Conservatore |         |                                        |
|      |                                                       | George Thomas (1909-1997)               | 1974-1976     | Laburista    |         |                                        |
|      |                                                       | Oscar Murton (1914-2009)                | 1976-1979     | Conservatore |         | George Thomas (1976-1983)              |
|      |                                                       | Bernard Weatherill (1920-2007)          | 1979-1983     | Conservatore |         | George Thomas (1976-1983)              |
|      |                                                       | Harold Walker (1927-2003)               | 1983-1992     | Laburista    |         | Bernard Weatherill (1983-1992)         |
|      |                                                       | Michael Morris (1936)                   | 1992-1997     | Conservatore |         | Betty Boothroyd (1992-2000)            |
|      |                                                       | Alan Haselhurst (1937)                  | 1997-2010     | Conservatore |         | Betty Boothroyd (1992-2000)            |
|      | Michael Martin (2000-2009)                            | Alan Haselhurst (1937)                  | 1997-2010     | Conservatore |         |                                        |
|      | John Bercow (2009-2019)                               | Alan Haselhurst (1937)                  | 1997-2010     | Conservatore |         |                                        |
|      |                                                       | Sir Lindsay Hoyle (1957)                | 2010-2019     | Laburista    |         |                                        |
|      |                                                       | Dame Eleanor Laing (1958)               | 2020-2024     | Conservatore |         | Sir Lindsay Hoyle (2020-presente)      |
|      |                                                       | Nusrat Ghani (1972)                     | 2024-presente | Conservatore |         | Sir Lindsay Hoyle (2020-presente)      |

### Vicepresidenti diWays and Means
Il seguente elenco comprende nomi, ritratti (se presenti e disponibili), mandati e partiti politici dei vicepresidenti di Ways and Means e del loro presidente, a partire dal 1902, anno dell'elezione del primo primo vicepresidente, fino ad oggi.
| Primo vicepresidente | Primo vicepresidente                    | Primo vicepresidente | Primo vicepresidente | Secondo vicepresidente       | Secondo vicepresidente       | Secondo vicepresidente | Secondo vicepresidente | Presidente             | Presidente                              |
| Nome                 | Nome                                    | Mandato              | Partito              | Nome                         | Nome                         | Mandato                | Partito                | Presidente             | Presidente                              |
| -------------------- | --------------------------------------- | -------------------- | -------------------- | ---------------------------- | ---------------------------- | ---------------------- | ---------------------- | ---------------------- | --------------------------------------- |
|                      | Arthur Frederick Jeffreys (1848-1906)   | 1902-1905            | Conservatore         | ufficio inesistente          | ufficio inesistente          | ufficio inesistente    | ufficio inesistente    |                        | James Lowther (1895-1905)               |
|                      | Laurence Hardy (1854-1933)              | 1905-1906            | Conservatore         | ufficio inesistente          | ufficio inesistente          | ufficio inesistente    | ufficio inesistente    |                        | Sir John Lawson (1905-1906)             |
|                      | James Caldwell (1839-1925)              | 1906-1910            | Liberale             | ufficio inesistente          | ufficio inesistente          | ufficio inesistente    | ufficio inesistente    |                        | Alfred Emmott (1906–1911)               |
|                      | John Henry Whitley (1866-1935)          | 1910-1911            | Liberale             | ufficio inesistente          | ufficio inesistente          | ufficio inesistente    | ufficio inesistente    |                        | Alfred Emmott (1906–1911)               |
|                      | Sir Donald Maclean (1864-1932)          | 1911-1918            | Liberale             | ufficio inesistente          | ufficio inesistente          | ufficio inesistente    | ufficio inesistente    |                        | John Henry Whitley (1911–1921)          |
|                      | Sir Edwin Cornwall (1863-1953)          | 1919-1924            | Liberale             | ufficio inesistente          | ufficio inesistente          | ufficio inesistente    | ufficio inesistente    |                        | John Henry Whitley (1911–1921)          |
|                      | Sir Edwin Cornwall (1863-1953)          | 1919-1924            | Liberale             | ufficio inesistente          | ufficio inesistente          | ufficio inesistente    | ufficio inesistente    | James Hope (1921-1924) |                                         |
|                      | Sir Cyril Entwistle (1887-1974)         | 1924                 | Liberale             | ufficio inesistente          | ufficio inesistente          | ufficio inesistente    | ufficio inesistente    |                        | Sir Robert Young (1924)                 |
|                      | Edward FitzRoy (1869-1943)              | 1924-1928            | Conservatore         | ufficio inesistente          | ufficio inesistente          | ufficio inesistente    | ufficio inesistente    |                        | James Hope (1924-1929)                  |
|                      | Dennis Herbert (1862-1947)              | 1928-1929            | Conservatore         | ufficio inesistente          | ufficio inesistente          | ufficio inesistente    | ufficio inesistente    |                        | James Hope (1924-1929)                  |
|                      | Sir Herbert Dunnico (1875-1953)         | 1929-1931            | Laburista            | ufficio inesistente          | ufficio inesistente          | ufficio inesistente    | ufficio inesistente    |                        | Sir Robert Young (1924)                 |
|                      | Robert Bourne (1862-1947)               | 1931-1938            | Conservatore         | ufficio inesistente          | ufficio inesistente          | ufficio inesistente    | ufficio inesistente    |                        | Dennis Herbert (1931-1943)              |
|                      | Douglas Clifton Brown (1879-1958)       | 1938-1943            | Conservatore         | ufficio inesistente          | ufficio inesistente          | ufficio inesistente    | ufficio inesistente    |                        | Dennis Herbert (1931-1943)              |
|                      | James Milner (1889-1967)                | 1943                 | Laburista            | ufficio inesistente          | ufficio inesistente          | ufficio inesistente    | ufficio inesistente    |                        | Douglas Clifton Brown (1943)            |
|                      | Charles Williams (1886-1955)            | 1943-1945            | Conservatore         | ufficio inesistente          | ufficio inesistente          | ufficio inesistente    | ufficio inesistente    |                        | James Milner (1943-1951)                |
|                      | Hubert Beaumont (1883-1948)             | 1945-1948            | Laburista            | ufficio inesistente          | ufficio inesistente          | ufficio inesistente    | ufficio inesistente    |                        | James Milner (1943-1951)                |
|                      | Frank Bowles (1902-1970)                | 1948-1950            | Laburista            | ufficio inesistente          | ufficio inesistente          | ufficio inesistente    | ufficio inesistente    |                        | James Milner (1943-1951)                |
|                      | Sir Charles MacAndrew (1988-1979)       | 1950-1951            | Unionista            | ufficio inesistente          | ufficio inesistente          | ufficio inesistente    | ufficio inesistente    |                        | James Milner (1943-1951)                |
|                      | Sir Rhys Hopkin Morris (1888-1956)      | 1951-1956            | Liberale             | ufficio inesistente          | ufficio inesistente          | ufficio inesistente    | ufficio inesistente    |                        | Charles MacAndrew (1951-1959)           |
|                      | Gordon Touche (1895-1972)               | 1956-1959            | Conservatore         | ufficio inesistente          | ufficio inesistente          | ufficio inesistente    | ufficio inesistente    |                        | Charles MacAndrew (1951-1959)           |
|                      | Sir William Anstruther-Gray (1905-1985) | 1959-1962            | Unionista            | ufficio inesistente          | ufficio inesistente          | ufficio inesistente    | ufficio inesistente    |                        | Sir Gordon Touche (1959-1962)           |
|                      | Sir Robert Grimston (1897-1979)         | 1962-1964            | Conservatore         | ufficio inesistente          | ufficio inesistente          | ufficio inesistente    | ufficio inesistente    |                        | Sir William Anstruther-Gray (1962-1964) |
|                      | Sir Samuel Storey (1896-1978)           | 1964-1965            | Conservatore         | ufficio inesistente          | ufficio inesistente          | ufficio inesistente    | ufficio inesistente    |                        | Horace King (1964-1965)                 |
|                      | Roderic Bowen (1913-2001)               | 1965-1966            | Liberale             | ufficio inesistente          | ufficio inesistente          | ufficio inesistente    | ufficio inesistente    |                        | Sir Samuel Storey (1965-1966)           |
|                      | Sydney Irving (1918-1989)               | 1966-1968            | Laburista            | ufficio inesistente          | ufficio inesistente          | ufficio inesistente    | ufficio inesistente    |                        | Sir Eric Fletcher (1966-1968)           |
|                      | Harry Gourlay (1916-1987)               | 1968-1970            | Laburista            | ufficio inesistente          | ufficio inesistente          | ufficio inesistente    | ufficio inesistente    |                        | Sydney Irving (1968-1970)               |
|                      | Betty Harvie Anderson (1913-1979)       | 1970-1973            | Conservatore         |                              |                              |                        |                        |                        | Sir Robert Grant-Ferris (1970-1974)     |
| ufficio istituito    | Betty Harvie Anderson (1913-1979)       | 1970-1973            | Conservatore         |                              |                              |                        |                        |                        | Sir Robert Grant-Ferris (1970-1974)     |
|                      | Betty Harvie Anderson (1913-1979)       | 1970-1973            | Conservatore         | Lance Mallalieu (1905-1979)  | 1971-1973                    | Laburista              |                        |                        | Sir Robert Grant-Ferris (1970-1974)     |
|                      | Lance Mallalieu (1905-1979)             | 1973-1974            | Laburista            |                              | Oscar Murton (1914-2009)     | 1973-1974              | Conservatore           |                        | Sir Robert Grant-Ferris (1970-1974)     |
|                      | Oscar Murton (1914-2009)                | 1974-1976            | Conservatore         |                              | Sir Myer Galpern (1903-1993) | 1974-1976              | Laburista              |                        | George Thomas (1974-1976)               |
|                      | Sir Myer Galpern (1903-1993)            | 1976-1979            | Laburista            |                              | Godman Irvine (1909-1992)    | 1976-1979              | Conservatore           |                        | Oscar Murton (1976-1979)                |
|                      | Godman Irvine (1909-1992)               | 1979-1982            | Conservatore         |                              | Dick Crawshaw (1917-1986)    | 1979-1981              | Laburista              |                        | Bernard Weatherill (1979-1983)          |
|                      | Godman Irvine (1909-1992)               | 1979-1982            | Conservatore         | Ernest Armstrong (1915-1996) | 1981-1982                    | Laburista              |                        |                        | Bernard Weatherill (1979-1983)          |
|                      | Ernest Armstrong (1915-1996)            | 1982-1987            | Laburista            |                              | Sir Paul Dean (1924-2009)    | 1982-1987              | Conservatore           |                        | Bernard Weatherill (1979-1983)          |
|                      | Ernest Armstrong (1915-1996)            | 1982-1987            | Laburista            | Harold Walker (1983-1992)    | Sir Paul Dean (1924-2009)    | 1982-1987              | Conservatore           |                        |                                         |
|                      | Sir Paul Dean (1924-2009)               | 1987-1992            | Conservatore         |                              | Betty Boothroyd (1921)       | 1987-1992              | Laburista              |                        |                                         |
|                      | Geoffrey Lofthouse (1925-2012)          | 1992-1997            | Laburista            |                              | Dame Janet Fookes (1936)     | 1992-1997              | Conservatore           |                        | Michael Morris (1992-1997)              |
|                      | Michael Martin (1945-2018)              | 1997-2000            | Laburista            |                              | Sir Michael Lord (1938)      | 1997-2010              | Conservatore           |                        | Alan Haselhurst (1997-2010)             |
|                      | Sylvia Heal (1942)                      | 2000-2010            | Laburista            |                              | Sir Michael Lord (1938)      | 1997-2010              | Conservatore           |                        | Alan Haselhurst (1997-2010)             |
|                      | Nigel Evans (1957)                      | 2010-2013            | Conservatore         |                              | Dame Dawn Primarolo (1954)   | 2010-2015              | Laburista              |                        | Sir Lindsay Hoyle (2010-2019)           |
|                      | Dame Eleanor Laing (1958)               | 2013-2019            | Conservatore         |                              | Dame Dawn Primarolo (1954)   | 2010-2015              | Laburista              |                        | Sir Lindsay Hoyle (2010-2019)           |
|                      | Dame Eleanor Laing (1958)               | 2013-2019            | Conservatore         | Natascha Engel (1967)        | 2015-2017                    | Laburista              |                        |                        | Sir Lindsay Hoyle (2010-2019)           |
|                      | Dame Eleanor Laing (1958)               | 2013-2019            | Conservatore         | Dame Rosie Winterton (1958)  | 2017-2019                    | Laburista              |                        |                        | Sir Lindsay Hoyle (2010-2019)           |
|                      | Dame Rosie Winterton (1958)             | 2020-2024            | Laburista            |                              | Nigel Evans (1957)           | 2020-2024              | Conservatore           |                        | Dame Eleanor Laing (2020-2024)          |
|                      | Judith Cummins (1967)                   | 2024-presente        | Laburista            |                              | Caroline Nokes (1972)        | 2024-presente          | Conservatore           |                        | Nusrat Ghani (2024-presente)            |